# Sidi Abdallah Ou Belaid
Sidi Abdallah Ou Belaid (en àrab سيدي عبدالله أو بلعيد, Sīdī ʿAbd Allāh Ū Bi-l-ʿĪd; en amazic ⵙⵉⴷⵉ ⵄⴰⴱⴷⵓⵍⵍⴰⵀ ⵓ ⴱⵍⵄⵉⴷ) és una comuna rural de la província de Sidi Ifni, a la regió de Guelmim-Oued Noun, al Marroc. Segons el cens de 2014 tenia una població total de 4.702 persones.